# 위구르 아바지
위구르 아바지(위구르어: Уйғур авази, 러시아어: Голос уйгура)는 카자흐스탄에서 위구르어로 발행되는 사회·정치 신문이다.
신문은 일주일에 한 번 나오고 있다. 발행 부수는 1,100장이 넘는다. 1970년대에 이 신문은 한 주에 세 번 2,100장 이상 나왔다.
또, 이 신문은 1957년부터 나오고 있다. 처음에는 «Коммунизм туғи» (공산주의 깃발)라고 불렸다. 신문은 키릴 문자로 인쇄되고 있지만, 1970년부터 아랍 문자로 부록 «Йени хаят»(새로운 삶)을 발행되고 있다.

## 참고 문헌
1. ↑  “МТРК «Мир» — Напряженная ситуация в СУАР крупной угрозы Казахстану не представляет”. 2009년 9월 13일에 원본 문서에서 보존된 문서. 2009년 12월 22일에 확인함.
2. ↑  «Коммунизм туги»